# Lyubov Kharlamova
Pour les articles homonymes, voir Kharlamova.
Lyubov Kharlamova (en russe : Любовь Анатольевна Харламова, née le 2 mars 1981) est une athlète russe, spécialiste du 3 000 m steeple et du 2 000 m steeple.

## Biographie
Elle remporte initialement la médaille de bronze du 3 000 m steeple lors des Championnats d'Europe d'athlétisme de 2010 à Barcelone, en 9 min 29 s 82, mais est ensuite disqualifiée pour dopage,. 
En 2006, elle avait déjà été suspendue deux ans pour dopage. 

### Palmarès
Championne de Russie de la discipline en 2004, 2006 et 2010. 

### Records personnels
- 2 000 m steeple : 6 min 23 s 04 à Moscou (5 juin 2005)
- 3 000 m steeple : 9 min 21 s 94 à Athènes (3 juillet 2006)